# Моравска Требова
Моравска Требова (чеш. Moravská Třebová) град је у Чешкој Републици. Моравска Требова је град у оквиру управне јединице Пардубички крај, где припада округу Свитави.

## Географија
Град Моравска Требова се налази у средишњем делу Чешке републике. Град је удаљен од 200 км источно од главног града Прага, а од првог већег града, Пардубица, 85 км југоисточно.
Моравска Требова се налази у северном делу Моравске. Град лежи на у области Чехоморавског горја, на приближно 360 м надморске висине.

## Историја
Подручје Моравске Требове било је насељено још у доба праисторије. Насеље под данашњим називом први пут се у писаним документима спомиње у 1270. године, а насеље је 1485. године имало градска права. Насеље је од почетка било насељено Немцима, као велика етничка енклава, окружена подручјем насељеним Чесима.
Године 1919. Моравска Требова је постала део новоосноване Чехословачке. У време комунизма град је нагло индустријализован. После осамостаљења Чешке дошло је до пада активности индустрије и тешкоћа са преструктурирањем привреде.

## Становништво
Моравска Требова данас има око 11.000 становника и последњих година број становника у граду лагано опада. Поред Чеха у граду живе и Словаци и Роми.

## Галерија
- Поглед на Моравску Требову
- Главни градски трг, Трг Т. Г. Масарика
- Замак у Моравској Требови